# (160105) Gobi
(160105) Gobi est un astéroïde de la ceinture principale.

## Description
(160105) Gobi est un astéroïde de la ceinture principale. Il fut découvert le 26 septembre 2000 à Colleverde par Vincenzo Silvano Casulli. Il présente une orbite caractérisée par un demi-grand axe de 2,29 UA, une excentricité de 0,15 et une inclinaison de 5,8° par rapport à l'écliptique.